# Hydractiniidae
Hydractiniidae è una famiglia di Hydrozoa.
La famiglia Hydractiniidae viene inserita nel sottordine Filifera.

## Generi
- Clava
- Clavactinia
- Cnidostoma
- Cystactinia
- Fiordlandia
- Hydractinia
- Hydrocorella
- Janaria
- Kinetocodium
- Polyhydra
- Rhizogeton
- Tregoubovia